# Pararhopaea rhipidocera
Pararhopaea rhipidocera är en skalbaggsart som beskrevs av Lea 1916. Pararhopaea rhipidocera ingår i släktet Pararhopaea och familjen Melolonthidae. Inga underarter finns listade i Catalogue of Life.